# Liste der Naturdenkmale in Kolverath
Die Liste der Naturdenkmale in Kolverath nennt die im Gemeindegebiet von Kolverath ausgewiesenen Naturdenkmale (Stand 4. Juni 2024).

## Ehemalige Naturdenkmale
| Nr. | Bezeichnung | Lage                                            | Beschreibung | Bild                                    |
| --- | ----------- | ----------------------------------------------- | --- | --------------------------------------- |
|     | Dicke Buche | östlich des Ortes; Abteilung Im Hurenbüsch Lage | Fagus sylvatica, um 1800 gekeimt; 19 m hoch bei 4,0 m Brusthöhenumfang und 22 m Kronendurchmesser; Rechtsverordnung 2002 aufgehoben | Direkt Bild zu diesem Denkmal hochladen |